# Adolf Rott

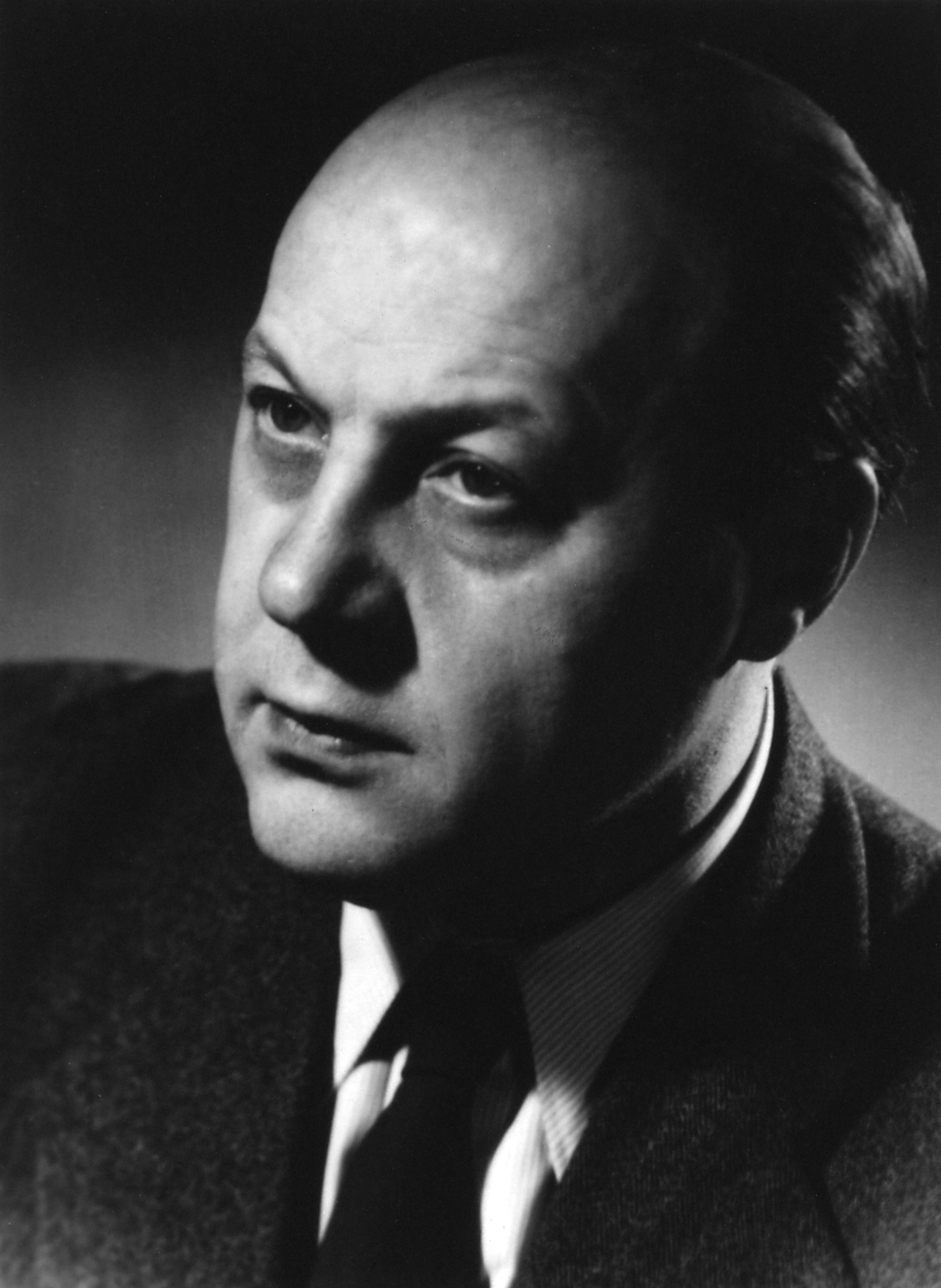
Adolf Rott

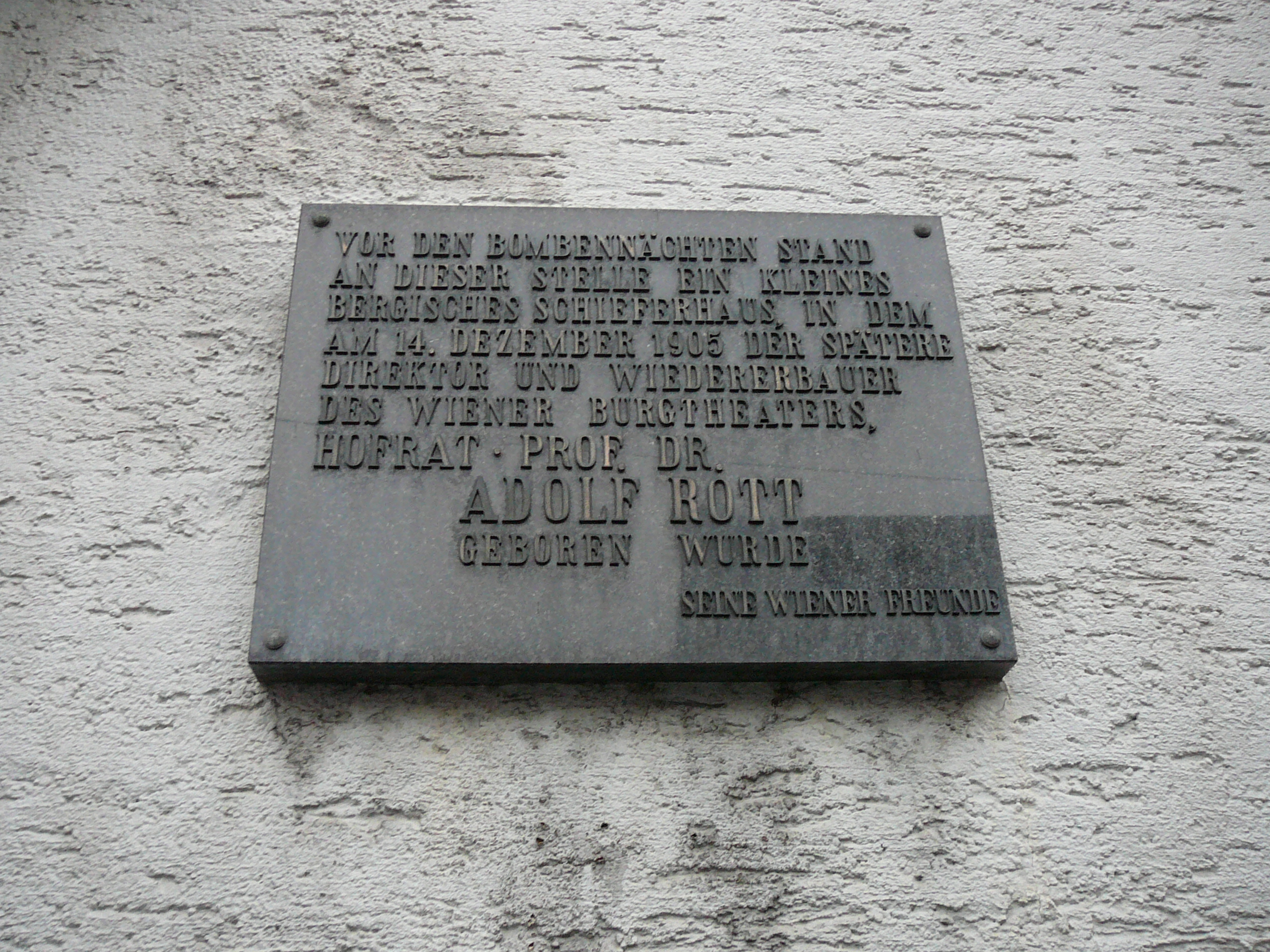
Gedenktafel an dem Standort seines Geburtshauses, eingeweiht am 1. März 1982; Rott war bei der Einweihung selbst anwesend.

Adolf Rott (* 14. Dezember 1905 in Barmen; † 24. Juli 1982 in Wien) war ein deutscher Theaterregisseur, Theaterintendant, Theaterleiter und Theatermanager. Von 1954 bis 1959 war er Direktor des Wiener Burgtheaters.

## Leben
Nach dem Abitur studierte Adolf Rott Rechtswissenschaften und begann seine Theaterlaufbahn als Regieschüler von Luise Dumont an den Städtischen Bühnen in Düsseldorf. Dort arbeitete er als Regieschüler und später als Assistent von Peter Scharoff. Es folgten zwei Wanderjahre als Regisseur, Dramaturg und Schauspieler und anschließend eine Reihe von Verpflichtungen als Oberspielleiter, Dramaturg, Schauspieler und stellvertretender Direktor an größeren Bühnen. 1933 wurde Rott als Regisseur an das Staatstheater Berlin verpflichtet, 1934 an das Schauspielhaus Hamburg. Die nächste Station war das Staatstheater Danzig, wo er als stellvertretender Generalintendant, Oberspielleiter und Dramaturg tätig war; gleichzeitig leitete er als Direktor die staatliche Schauspielschule. 1936 wurde Adolf Rott an das Burgtheater Wien verpflichtet. Vom 1. September 1954 bis zum 31. August 1959 war er der erste, von Kritikern wie Friedrich Torberg und Hans Weigel heftig befehdete Direktor des wiedereröffneten Burgtheaters.
Bis 1945 war er auch als Lehrer am Max Reinhardt Seminar in Wien tätig. Nach 1945 erfolgte seine Ernennung zum Oberspielleiter des Burgtheaters, der Wiener Staatsoper und der Volksoper, wo er wesentliche Inszenierungen schuf, die jahrelang auf dem Spielplan dieser Bühnen standen.
Adolf Rott war Mitbegründer der Festspiele in Graz. Als ständiger Regisseur der Bregenzer Festspiele lenkte er durch Aufführung klassischer Operetten auf der Bühne des Bodensees die Aufmerksamkeit des Auslandes auf diese Veranstaltung. Neben seiner Tätigkeit in Wien war Adolf Rott nach 1945 erster Mitarbeiter Heinz Tietjens an der Berliner Oper. Nach seinem Rücktritt als Burgtheaterdirektor war Adolf Rott als Chefregisseur an der Deutschen Oper am Rhein in Düsseldorf tätig, kehrte aber als Oberregisseur der Österreichischen Bundestheater immer wieder für Arbeiten nach Wien zurück.
In diese Zeit fallen seiner Arbeiten an Opernhäusern in den Vereinigten Staaten (San Francisco, Chicago, Philadelphia, New York, Dallas, Fort Worth), in Italien (Teatro alla Scala in Mailand, Teatro la Fenice in Venedig, Große Oper in Rom, Teatro San Carlo in Neapel, Teatro Massimo in Palermo) und an vielen anderen großen Opernbühnen wie Covent Garden Opera in London, Festspiele Edinburgh, Pariser Oper, Opernhaus Madrid, Opernhaus Zürich und Genf, zahlreichen Opernbühnen Deutschlands, Finnisches Nationaltheater in Helsinki, Königliche Oper Stockholm und Oslo und die Königliche Oper Kopenhagen.
Adolf Rott gilt als der Erneuerer der Wiener klassischen Operette. Er hat diese Kunstgattung in viele Länder Europas exportiert.
Adolf Rott starb im Alter von 76 Jahren am Samstag, den 24. Juli 1982 in Wien.

## Auszeichnungen
Zur Wiedereröffnung des Burgtheaters am Ring, zu dessen Wiederaufbau er Wesentliches beigetragen hat, erhielt Adolf Rott am 11. Oktober 1955 ein Dekret, worin ihm Dank und Anerkennung der Bundesregierung ausgesprochen wurde. Bei der Eröffnungsfeier im Oktober 1955 verliehen ihm die Mitglieder des Burgtheaters für seinen Einsatz den Ehrenring der Kollegenschaft. Im Laufe der Jahre nach 1945 erfolgte seiner Ernennung zum Professor, zum Hofrat und zum Ehrenmitglied des Burgtheaters. 1975 wurde er Ehrenmitglied der Volksoper.
Außerdem erhielt er folgende Ehrungen und Auszeichnungen:
- Kommandeur des Sankt-Olav-Ordens der norwegischen Krone
- Kommandeur des Komturkreuzes vom silbernen Löwen Finnlands
- Großes Bundesverdienstkreuz der Bundesrepublik Deutschland.
- Großen Silbernen Ehrenzeichens der Republik Österreich
- Großes Goldenes Ehrenzeichen für Verdienste um die Republik Österreich
- Kommandeur des königlich spanischen Verdienstordens
- Offizier der französischen Ehrenlegion
- Großen Goldene Ehrenmedaille der Stadt Wien
- Inhaber der Großen Silbernen Ehrenmedaille des schwedischen Nationaltheaters Helsinki
- Ehrenmitglied mehrerer europäischen Theaterorganisationen.

## Gedenktafel
„Vor den Bombennächten stand
an dieser Stelle ein kleines
bergisches Schieferhaus, in dem
am 14. Dezember 1905 der spätere
Direktor und Wiedererbauer
des Wiener Burgtheaters
Hofrat Prof. Dr.
Adolf Rott
geboren wurde
seine Wiener Freunde“